# Деметрий I Полиоркет
Деметрий I Полиоркет (на старогръцки: Δημήτριος ο Πολιορκητής, в превод Деметрий Обсадителят) е цар на Древна Македония през 294 г. пр. Хр.-288 г. пр. Хр. Той е син на Антигон I Монофталм от династията на Антигонидите. Майка му Стратоника е от царския род на Аргеадите.
Бащата на Деметрий е влиятелният диадох Антигон Монофталм, който се разпореждал в Мала Азия, Сирия и Мидия, и се обявява за цар заедно със сина си през 306 г. пр. Хр., след завладяването на Кипър. В 304 г. пр. Хр. Деметрий е изпратен да завладее Родос, където води продължителна обсада използвайки гигантски съоръжения и машини. Неговият неуспех му донася прозвището Обсадител.
През 302 г. пр. Хр. Деметрий за втори път влиза в Атина, където, като освободител на града от властта на Касандър, получава царски и божествени почести, невиждани за друг елин дотогава. Неговото екстравагантно и нахално поведение обаче предизвиква скандали и настройва гражданите против него.
През 301 г. пр. Хр. Антигон се изправя срещу коалицията на останалите диадохи Птолемей, Селевк, Лизимах и Касандър, които го побеждават и убиват в Битка при Ипсос, Фригия. Деметрий се спасява в Ефес с остатъците от армията си, помирява се със Селевк, действа срещу Лизимах и отново влиза като победител в Атина, въпреки първоначалната съпротива.
В 294 г. пр. Хр., когато Касандър, който държал властта в Македония, умира, между синовете му избухват междуособици за трона. Деметрий се възползва от неуреденото положение, убива с измама претендените и се обявява за цар. Арогантността му съвсем скоро подтикнала македонците да обърнат подкрепата си към царят на Епир, Пир, който обявява война на Деметрий. Съюзните сили на Пир, Лизимах и Птолемей принуждават Деметрий I да напусне Македония (288 г. пр. Хр.) и да отиде в Мала Азия, където Селевк му помага да завземе Киликия от Птолемей I. През 286 г. пр. Хр. обаче Деметрий се обръща срещу съюзника си и напада Сирия, но войските му дезертират и той се предава на Селевк. Прекарва последните три години от живота си в плен, преди да умре в 283 г. пр. Хр. Погребан е в Коринт от сина си Антигон II Гонат.

## Съпруги и деца
- 1. ∞ 321 г. пр. Хр. с Фила († 287 г. пр. Хр., самоубийство), дъщеря на Антипатър, регент на Македония
  - Антигон II Гонат (* 319 г. пр. Хр., † 239 г. пр. Хр.), цар на Македония
  - Стратоника I (* 317 г. пр. Хр., † сл. 268 г. пр. Хр.), омъжена един след друг със Селевк I Никатор и неговия син, Антиох I Сотер
- 2. ∞ 307 г. пр. Хр. с Евридика († сл. 306 г. пр. Хр.)
  - Корхагос
- 3. ∞ 303 г. пр. Хр. с Дейдамея, дъщеря на Еакид от Епир
  - Александър (* сл. 303 г. пр. Хр., † сл. 246/240 г. пр. Хр.)
- 4. ∞ 298 г. пр. Хр. с Птолемаида, дъщеря на Птолемей I
  - Деметрий Красивия (* 287 г. пр. Хр., † 249/248 г. пр. Хр.), цар на Кирена
- 5. ∞ 290 г. пр. Хр. с Ланаса, дъщеря на Агатокъл от Сиракуза